# Have You Never Been Mellow
«Have You Never Been Mellow» es una canción de la cantante britanicoaustraliana Olivia Newton-John. Fue publicada en enero de 1975 como el sencillo principal de su álbum de estudio del mismo nombre.

## Recepción de la crítica
Un escritor no especificado de la revista Cash Box consideró la canción como “una gran melodía para relajarse mientras la dulce cantante nos muestra las virtudes del easy listening”.

## Revisión retrospectiva
El escritor Peter Larsen la consideró “un punto culminante del pop vaporoso de mediados de los años 1970 que se sustenta en la voz bastante cristalina de Newton-John” y “en los arreglos suaves”. En una entrevista con la revista NME, el baterista de Foo Fighters, Taylor Hawkins, confesó que la primera canción que lo hizo enamorarse de la música fue «Have You NeverBeen Mellow». Taste of Country consideró que el sencillo capturó la “dulce y cálida” voz de Newton-John. Country Universe lo consideró “un disco pop perfecto”, y lo atribuyó a las fortalezas de Newton-John como vocalista, particularmente su registro agudo. Far Out Magazine la llamó “una pieza de adult contemporary que deslumbra”.
En una reseña posicionando cada canción #1 de los años 1970 de peor a mejor, el crítico de Cleveland.com, Troy L. Smith, posicionó la canción en el puesto #237. Smith señaló que “no hay canciones más aburridas de los años 1970 que «Have You Never Been Mellow»”, aunque elogió la maravillosa voz de Newton-John. Él añadió que “«Have You Never Been Mellow» carece de algo que realmente te enganche. Destaca todo lo mundano de la música contemporánea para adultos”. En una reseña en retrospectiva del álbum para AllMusic, Joe Viglione, lo llamó “una obra maestra de composición de su productor”, y lo atribuyó a su “melodía exquisitamente agradable”.

## Rendimiento comercial

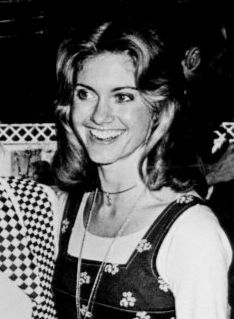
«Have You Never Been Mellow» fue uno de sus dos sencillos de 1975 que encabezaron tanto la lista Easy Listening como la lista de todos los géneros.

En Estados Unidos, el sencillo debutó en el número 26 en la lista Easy Listening durante la semana que terminó el 1 de febrero de 1975, donde se desempeñó como el debut más alto de la edición. Después de escalar de manera constante la lista durante seis semanas consecutivas, encabezó la lista el 8 de marzo, donde desplazó la canción de Phoebe Snow, «Poetry Man», del puesto más alto. «Have You Never Been Mellow» salió de la lista Easy Listening el 26 de abril en el número 29; en total, pasó trece semanas consecutivas entre los rankings de la lista. En la lista de sencillos de todos los géneros, «Have You Never Been Mellow» alcanzó el número 1 el 8 de marzo.
En Canadá, debutó en el puesto número 41 de la lista RPM Pop Music Playlist durante la semana que terminó el 8 de febrero de 1975, donde se desempeñó como el debut más alto de la edición. En su cuarta semana en la lista, «Have You Never Been Mellow» alcanzó el primer lugar que anteriormente ocupaba «Sweet Surrender» de John Denver. «Have You Never Been Mellow» salió de la lista Pop Music Playlist el 10 de mayo en el número 38; en total, pasó trece semanas consecutivas entre los rankings de la lista. En la lista de sencillos de todos los géneros, «Have You Never Been Mellow» alcanzó el número 1 el 15 de marzo. En contraste con los Estados Unidos, «Have You Never Been Mellow» llegó al número 1 en Country Playlist, el equivalente canadiense a la lista Hot Country Singles.

## Lista de canciones
7-inch single – MCA-40349
1. «Have You Never Been Mellow» – 3:28
2. «Water Under the Bridge» – 3:00

## Posicionamiento

### Gráfica semanal
| Gráfica (1974–75)                         | Pico de posición |
| ----------------------------------------- | ---------------- |
| Australia (Kent Music Report)             | 10               |
| Canadá (RPM Top Singles)                  | 1                |
| Canadá (RPM Pop Music Playlist)           | 1                |
| Canadá (RPM Country Playlist)             | 1                |
| Estados Unidos (Billboard Hot 100)        | 1                |
| Estados Unidos (Billboard Easy Listening) | 1                |
| Estados Unidos (Cash Box Top 100 Singles) | 1                |
| Nueva Zelanda (Recorded Music NZ)         | 12               |

| Gráfica (2022)                                        | Pico de posición |
| ----------------------------------------------------- | ---------------- |
| Estados Unidos (Billboard Digital Song Sales)         | 29               |
| Estados Unidos (Billboard Country Digital Song Sales) | 11               |

### Gráfica de fin de año
| Gráfica (1975)                            | Pico de posición |
| ----------------------------------------- | ---------------- |
| Australia (Kent Music Report)             | 63               |
| Canadá (RPM Top Singles)                  | 19               |
| Canadá (RPM Pop Music Playlist)           | 2                |
| Canadá (RPM Country Playlist)             | 2                |
| Estados Unidos (Billboard Hot 100)        | 37               |
| Estados Unidos (Billboard Easy Listening) | 15               |

## Certificaciones y ventas
| País                                                     | Certificación | Ventas   |
| -------------------------------------------------------- | ------------- | -------- |
| Estados Unidos (RIAA)                                    | Oro           | 500 000* |
| *cifras de ventas basadas únicamente en la certificación |               |          |